# Afroestricus verutus
Afroestricus verutus là một loài ruồi trong họ Asilidae. Afroestricus verutus được Scarbrough miêu tả năm 2005. Loài này phân bố ở vùng nhiệt đới châu Phi.